# Le Protector

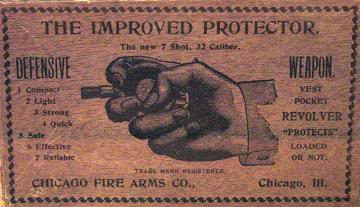
Werbeanzeige aus den Vereinigten Staaten, vor 1910

Bei der Le Protector, die baugleich mit der „Minneapolis Palm Pistol“ ist, handelt es sich um einen siebenschüssigen Revolver vom Kaliber .32. Sie wurde zuerst 1882 in Frankreich von Systeme E. Turbiaux in Paris patentiert und gebaut, dann aber später ab 1883 auch in den USA als „The Protector“, auch „Protector Palm Pistol“ oder „Minneapolis Palm Pistol“ von den Chicago Firearms Co. und später von der Ames Sword Company bis etwa 1910 verkauft. Dieser Kleinrevolver sticht insbesondere durch seine schnupftabaksdosenähnliche Form hervor, sowie durch den Umstand, dass der Abzug nicht mit dem Zeigefinger, sondern mit der Handfläche (engl. "Palm") ausgelöst wird. Die „Protector“ ist äußerst rar und in Sammlerkreisen ein gesuchtes Objekt.
Anfang April 2009 wurde eine dieser äußerst seltenen Schusswaffen von deutschen Zollbeamten bei der Kontrolle eines tschechischen Pkw entdeckt und beschlagnahmt.
Eine von der Konstruktion verwandte Waffe ist der Turret-Revolver.